# Deutsch-Tschechisch-Österreichische Battlegroup
Die Deutsch-Tschechisch-Österreichische Battlegroup ist eine EU Battlegroup unter Führung Deutschlands unter Beteiligung Tschechiens, Österreichs, Kroatiens, Irlands und Nordmazedoniens.
Im ersten Halbjahr 2012 fand die internationale Vorbereitung gemeinsam mit den anderen beteiligten Nationen statt, um die Einsatzbereitschaft ab 1. Juli 2012 planmäßig herstellen zu können. Ein wichtiger Teil war auch die Sprachausbildung – die Arbeitssprache der Battlegroup ist Englisch.
Für das zweite Halbjahr des Jahres 2016 ist die zweite Einsatzperiode dieser Battlegroup geplant. Mazedonien war 2012 ausnahmsweise Teilnehmer als Nichtmitglied der Europäischen Union und partizipiert 2016 nicht an dieser Battlegroup. Zusätzlich nehmen 2016 dafür Luxemburg und die Niederlande teil. In dieser Zusammensetzung wird sie auch kurz nur als EUBG 2016-2 bezeichnet.